# Zitti e buoni
Zitti e buoni (italienska: [ˈtsitti e bˈbwɔːni]; ungefär "håll tyst och bete er") är en italiensk låt framförd av rockbandet Måneskin som vann Eurovision Song Contest 2021 för Italien. Detta efter att ha vunnit San Remo-festivalen. Låten finns även med i Måneskins album ”Teatro d’ira - Vol. I”. Albumets namn betyder ”Ilskans teater”.

## Eurovision Song Contest
Låten representerade Italien i finalen av Eurovision Song Contest 2021, efter att den segrat i San Remo-festivalen. Då Italien ingår i de så kallade "Big Five", gick låten automatisk till final, utan att behöva kvala. Finalen hölls den 22 maj 2021 i Rotterdam Ahoy i Rotterdam. Låttexten ändrades mellan San Remo-festivalen och Eurovision på grund av svordomar. Låten fick totalt 524 poäng, och vann hela tävlingen.